# Spoorlijn Asker - Skøyen
De spoorlijn Asker - Skøyen, (Noors: Askerbanen, is een Noorse spoorlijn tussen de stad Asker gelegen in de provincie Viken en Skøyen aan de westkant van de hoofdstad Oslo. De lijn loopt parallel met Drammenbanen, maar passeert de meeste stations. Askerbanen gaat voor een groot deel door nieuw aangelegde tunnels.

## Geschiedenis
Het project van de Askerbanen maakt deel uit van het Oslopakket 2, een programma om de bereikbaarheid van Oslo te verbeteren. In 2005 werd het eerste deel door de Norges Statsbaner (NSB) tussen Sandvika en Asker geopend. Het traject tussen Lysaker en Sandvika werd in het najaar van 2011 geopend. In 2015 wordt begonnen met het traject tussen Skøyen en Lysaker. Askerbanen moet zorgen voor een ontlasting van Drammenbanen.

## Treindiensten
De Flytoget AS verzorgt het personenvervoer op dit traject met Flytoget treinstellen van het type BM 71.
- RB: Drammen - Asker - Sandvika - Lysaker - Skøyen - Nationaltheatret - Oslo S - Lillestrøm - Gardermoen

Vy, dochter van Norges Statsbaner verzorgt het personenvervoer op dit traject met NSB Regiontog / RB treinen. De treindienst naar het zuiden wordt gereden door Go-Ahead Norge.
De treindienst wordt onder meer uitgevoerd met treinstellen van het type BM 72 en het type BM 73.
- F4: Oslo S - Bergen
- F5: Oslo S - Kristiansand - Stavanger
- R12: Eidsvoll - Oslo S - Drammen – Kongsberg

- RE10:Drammen - Oslo S - Gardermoen - Lillehammer

## Aansluitingen
In de volgende plaatsen was of is er een aansluiting van de volgende spoorwegmaatschappijen:

#### Skøyen
- Drammenbanen, spoorlijn tussen Drammen en Oslo S
- Skøyen–Filipstadlinjen, spoorlijn tussen Skøyen en Filipstad / Filipstadkaia

#### Sandvika
- Ringeriksbanen, toekomstige spoorlijn tussen Sandvika en Hønefoss (2015-2025)

#### Asker
- Drammenbanen, spoorlijn tussen Drammen en Oslo S
- Spikkestadlinjen, spoorlijn tussen Asker en Spikkestad
  - (oude Drammersbanen), oude spoorlijn tussen Asker, Spikkestad en Drammen (1872-1973)

## Elektrische tractie
Het traject werd geëlektrificeerd met een spanning van 15.000 volt 16 2/3 Hz wisselstroom.